# Tubulipora meneghini
Tubulipora meneghini är en mossdjursart som först beskrevs av Heller 1867.  Tubulipora meneghini ingår i släktet Tubulipora och familjen Tubuliporidae. Inga underarter finns listade i Catalogue of Life.